# Lucilia rica
Lucilia rica är en tvåvingeart som beskrevs av Shannon 1926. Lucilia rica ingår i släktet Lucilia och familjen spyflugor. Inga underarter finns listade i Catalogue of Life.